# Automóvil blindado Tipo 93 Kokusan
El Tipo 93 (九三式装甲自動車?) fue un automóvil blindado empleado por la Armada Imperial Japonesa durante la segunda guerra sino-japonesa. 

## Historia

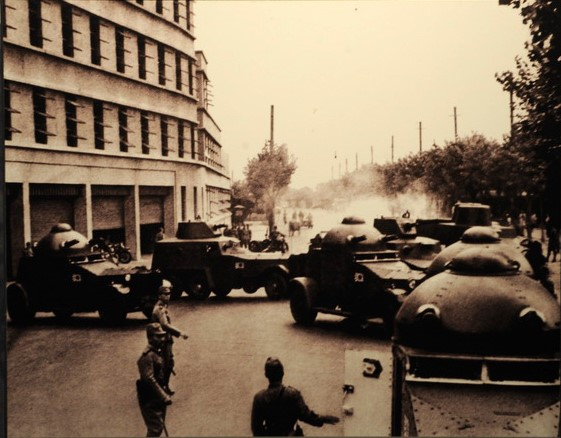
Automóviles blindados japoneses en la Batalla de Shanghái. El segundo desde la izquierda entre dos Tipo 87 es un Tipo 93

El Tipo 93 fue originalmente construido para las unidades de las Fuerzas Navales Especiales Japonesas. Fueron ampliamente utilizados en China. Los automóviles blindados eran empleados en las regiones costeras de China, cerca de los puertos y bases navales japonesas. El vehículo era considerado un mejor modelo respecto al automóvil blindado Chiyoda. Su techo inclinado fue diseñado para desviar granadas de mano y el mantelete inclinado de su torreta le permitía disparar en ángulos agudos necesarios para alcanzar los pisos superiores de los edificios en las estrechas calles chinas.

## Descripción
El Tipo 93 era básicamente una carrocería blindada montada sobre un chasis de camión Ford. Un marco sostenía las planchas de acero empernadas. Este automóvil blindado tenía capacidades limitadas fuera de la carretera en terrenos más blandos, ya que estaba diseñado para la lucha callejera. El blindaje era plano para los costados, parte inferior, trasera y delantera, y ligeramente inclinado en el techo y el capó del motor. Como de costumbre, la torreta se colocó en la parte central posterior, cilíndrica y parcialmente inclinada, con un grosor frontal de 11 mm (0,43 pulgadas). A la derecha del conductor había un afuste de ametralladora, otros dos afustes hemisféricos se colocaron a los lados; todos ellos montaban ametralladoras de calibre 6,5 mm, mientras que en la torreta se montó otra ametralladora, probablemente una Vickers de 7,70 mm (0.303).
En la parte posterior de la torreta se instaló un afuste adicional para una ametralladora antiaérea Tipo 91. Aparentemente, tenía un par de ruedas de metal desmontables justo después del eje delantero, que podían bajarse para aliviar la presión sobre el suelo y mejorar la capacidad de cruzar obstáculos. El acceso al vehículo se realizaba desde la parte trasera y laterales. El compartimiento del conductor tenía montados visores de ranura con bisagras en los lados y en su parte delantera. La tripulación contaba con el conductor, el comandante y dos artilleros.
El Tipo 93 fue específicamente diseñado para operar sobre rieles o caminos. Para tal fin, fue equipado con dos tipos de ruedas: de acero con resalte para uso ferroviario y con llantas de caucho macizo para caminos. El vehículo tenía tres ejes para ofrecer un mejor equilibrio y control en los virajes, con un par de ruedas auxiliares de metal "montadas detrás del eje delantero". Podía cambiar sus ruedas ferroviarias de acero por las ruedas de camino en 10 minutos. Su armamento estaba compuesto por una ametralladora de 7,70 mm montada en la torreta y cuatro ametralladoras Tipo 91 o Tipo 11 de 6,5 mm. El afuste antiaéreo para ametralladora podría almacenarse dentro de la torreta. También es conocido como el Tipo 2593 "Hokoku" o automóvil blindado Tipo 93 "Kokusan". Además ha sido erróneamente mencionado como Tipo 92, cuando la "designación correcta es Tipo 93".